# Liste der Monuments historiques in Oudezeele
Die Liste der Monuments historiques in Oudezeele führt die Monuments historiques in der französischen Gemeinde Oudezeele auf.

## Liste der Bauwerke
| Bezeichnung | Beschreibung | Standort                          | Kennzeichnung | Schutzstatus | Datum | Bild |
| ----------- | ------------ | --------------------------------- | ------------- | ------------ | ----- | ---- |
| Motte       | Mittelalter  | Ferme du château de Cornus (Lage) | PA00107771    | Inscrit      | 1979  |      |